# Route nationale 7 (Belgique)
Pour les articles homonymes, voir N7 et Route nationale 7.
La route nationale 7 est une route nationale en Belgique, s'étendant sur 78,8 kilomètres, ce qui en fait la plus longue du pays. Elle relie plusieurs villes importantes du pays, telles que Hal, Enghien, Ath, Leuze-en-Hainaut, et Tournai. Elle traverse principalement la région wallonne, avec un petit tronçon (environ 4 km) en Flandre. Avant 1985, la N7 était numérotée N8. Ensuite, la route a été partiellement remplacée par l’autoroute A8, désormais un axe clé pour relier la région Bruxelloise à la France, en passant notamment par Tournai et Lille via l'A27.
La N7 s’étend depuis Hal pour continuer en France sous la nomenclature M941. Elle reste un axe de transport majeur pour les voyageurs et le transport de marchandises. Bien que la N7 soit désormais délaissée pour les trajets longue distance par l’A8/E429, elle reste un itinéraire essentiel dans la région, notamment en raison de sa traversée de centres urbains importants comme Ath et Tournai.

Les zones autour de la N7, telles que les villes d'Enghien et de Leuze-en-Hainaut, sont également bien desservies par des routes secondaires comme la N7a, qui traverse le centre d'Ath. Cette dernière est conçue pour gérer le trafic local tout en contournant la ville principale. 

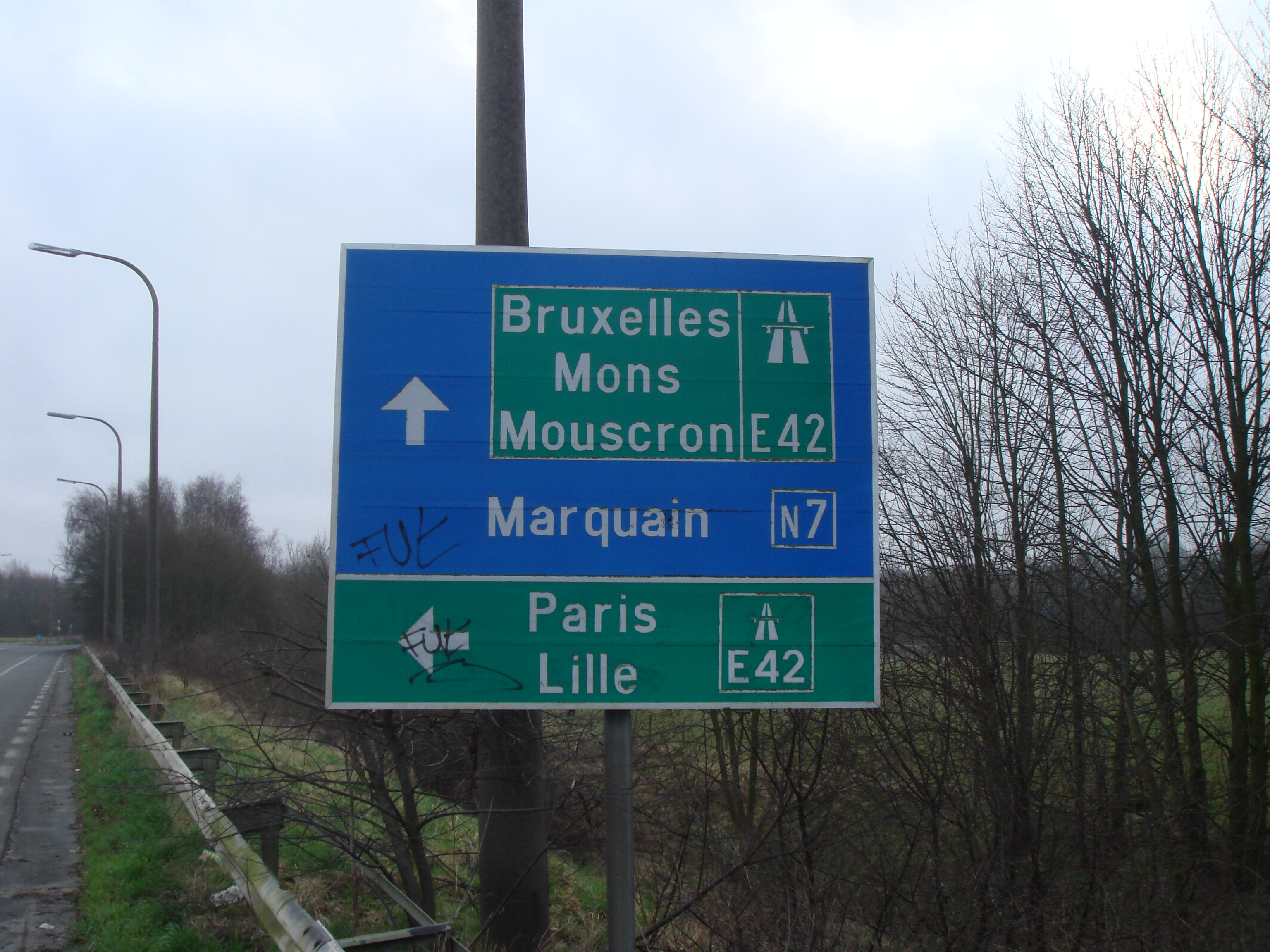
Route nationale 7 à la jonction avec l'E42.

## Histoire
La route a été construite sous l'autorité autrichienne au XVIIIe siècle. À l'époque, l'rmpire d'Autriche, qui dirigeait la Belgique (alors les Pays-Bas autrichiens), a lancé des projets d'infrastructure visant à améliorer les communications et les échanges commerciaux à travers le pays. Ces routes faisaient partie d'un réseau plus large qui visait à relier différentes régions et à favoriser l'intégration économique. Ce type de développement a contribué à la croissance de l'infrastructure routière en Belgique, facilitant le transport des marchandises et des personnes à travers les différentes provinces de l'empire.

## Localités traversées
- Hal
- Lembecq
- Bierghes
- Petit-Enghien
- Enghien
- Marcq
- Silly
- Ghislenghien
- Meslin-l'Evêque
- Ath
- Villers-Notre-Dame
- Ligne
- Chapelle-à-Wattines
- Leuze-en-Hainaut
- Barry
- Gaurain-Ramecroix
- Tournai
- Orcq
- Marquain
- Hertain

## Dédoublements

### N7a
La N7a est une route traversant Ath. L'itinéraire de 3,5 kilomètres traverse le centre de la ville, tandis que la N7 elle-même la contourne. À une courte distance du centre, la route est à sens unique et ne peut être empruntée que depuis Tournai en direction d'Enghien. La N7c suit l'itinéraire inverse.

### N7b
La N7b est une route à Enghien. L'itinéraire, long de 700 mètres, est conçu comme une route à sens unique traversant Enghien et ne peut être parcouru que depuis Ath vers Halle. La N7 elle-même contourne l'hypercentre d'Enghien et a une longueur de 1,2 kilomètres sur ce tronçon.

### N7c
La N7c est une route traversant le centre d'Ath. L'itinéraire est une route à sens unique parallèle à la  N7a. La N7c a une longueur d'environ 600 mètres.